# Seznam povstání a revolucí
Tento článek je seznam povstání, stávek, vzpour a revolucí seřazených chronologicky.

## Před naším letopočtem
- Makabejské povstání (167–161 př. n. l.)
- Spartakovo povstání (73–71 př. n. l.)

## 1–1000
- První židovská válka (66–70)
- Quietova válka (115–117)
- Povstání Bar Kochby (132–135)
- Povstání Níká (532)

## 1000–1499
- Sicilské nešpory (1282)
- Jacquerie (1356–1358) selské povstání ve Francii
- Povstání rudých turbanů (1351–1368)
- Anglické povstání roku 1381
- Povstání maillotinů (1382) Paříž
- Husitství vedoucí k husitským válkám (1420)
- Povstání Teng Mao-čchiho (1448–1449)

## 16. století
- Povstání komunérů (1520–1522)
- Německá selská válka (1524–1525)
- Zbudovská Blata (1581)

## 17. století
- Fronda (1648–1653)
- Povstnání Bohdana Chmelnického (1648–1656)
- Povstání Stěpana Razina (1670–1671))
- Selské povstání (1680)
- Chodské povstání
- Selské povstání (1695)
- Povstání střeleckých pluků (1698)
- Nizozemská revoluce povstání v severním Nizozemí proti Španělské hegemonii, Osmdesátiletá válka (1566–1648)
- Anglická revoluce – spor mezi králem a parlamentem, vedoucí k anglické občanské válce (1642–1653)
- Slavná revoluce – Anglie (1688)

## 18. století
- Americká revoluce – boj třinácti kolonií za nezávislost, Americká válka za nezávislost (1775–1783)
- Pugačevovo povstání (1773–1775)
- Velká francouzská revoluce – revoluce ve Francii (1789–1799)

## 19. století
- Velkopolské povstání (1806) – proti Prusku
- Mexická válka za nezávislost – Mexický boj nezávislost (1810–1821)
- Řecká osvobozenecká válka – řecký boj za nezávislost (1821–1829)
- Děkabristické povstání – v Rusko (1825)
- Revoluce v roce 1830
  - Červencová revoluce ve Francii (1830)
  - Belgická revoluce (1830)
  - Listopadové povstání (1830–1831), v Polsku a Litvě (ruských územích)
- Revoluce v roce 1848
  - Revoluce v roce 1848 v Rakouském císařství
    - Maďarská revoluce 1848–1849
    - Pražské červnové povstání
    - Slovenské povstání (1848-1849)
    - Vídeňské říjnové povstání

  - Revoluce roku 1848 v Německu
  - Revoluce v roce 1848 ve Francii
  - Revoluce v roce 1848 v Itálii, (První italská válka za nezávislost)
  - Velké polské povstání (1848) , též Pozňanské povstání
- Americká občanská válka (1861–1865)
- Lednové povstání (1863–1865), v Polsku, Litvě a Ukrajině (ovládané Ruskem), konec Polské autonomie
- Druhá italská válka za nezávislost (1859)
- Třetí italská válka za nezávislost (1866)
- Boxerské povstání (1899–1901), Čína

## 20. století
- Ruská revoluce (1905), neúspěšná revoluce ukázala nespokojenost lidu, vytvořena bezmocná duma (parlament)
- Perská revoluce (1905–1911)
- Mladoturecká revoluce (1908)
- Republikánská revoluce v Portugalsku (1910)
- Sinchajská revoluce (1911), Čína, svržení vládnoucí dynastie Čching, zrušení císařství a abdikace císaře
- Mexická revoluce (1911–1917)
- Velikonoční povstání (1916)
- Arabské povstání (1916–1918)
- Únorová revoluce (1917), svržení cara, předcházela říjnové revoluci
- Říjnová revoluce (1917), násilné uchopení moci bolševiky, zavraždění carské rodiny
- Finská občanská válka (1918)
- Vzpoura v Mostaru[1]
- Vzpoura v Rumburku (1918)
- Vzpoura v Kragujevaci (1918)
- Pokus o vyhlášení Československa v Dobrušce[2] (1918)
- Generální stávka 14. října 1918
- Pokus o vyhlášení Československa v Písku (1918)
- Astrová revoluce (1918)
- Listopadová revoluce (1918–1919), nebo také Německá revoluce, zapříčinila pád monarchie v Německu
- Prešovská vzpoura (1918)
- Velkopolské povstání (1918–1919)
- Egyptská revoluce 1919 (1918–1919)
- Sudetská demonstrace (1918)
- Vyhlášení Severní monarchie v Portugalsku (1919)
- Vánoční povstání (1919)
- Hornoslezská povstání (1919–1921)
- Střelba v Bratislavě (1919)
- Tambovské povstání (1920–1921)
- Kronštadtské povstání (1921)
- Irská občanská válka (1922–1923)
- Syrská revoluce (1925)
- Povstání kristerů (1926–1929)
- Brazilská revoluce 1930
- Solný pochod nenásilná demonstrace Móhanda Gándhího proti britské solné dani a moci Britů v Indii obecně.
- Vyhlášena Druhá španělská republika (1936–1939), zničena Frankem v následné občanské válce.
- Ší'itské povstání v Íránu (1936)
- Arabské povstání v Palestině 1936–1939
- Řecký odboj 1941–1944
- Jugoslávská Národně osvobozenecká válka (1941–1945)
- Povstání ve varšavském ghettu (1943)
- Italské hnutí odporu (1943–1945)
- Varšavské povstání (1944)
- Pařížské povstání (1944)
- Slovenské národní povstání (1944)
- Květnové povstání českého lidu (1945)
- Řecká občanská válka (1944–1949)
- Lesní bratři v Baltských státech proti SSSR (1944–1965)
- Srpnová revoluce (1945) Ho Či Min vyhasil nezávislost Vietnamu na Francii
- Vítězný únor – Komunistický převrat v Československu 1948
- Indonéská národní revoluce (1945–1949) Sukarno vyhlásil nezávislost na Nizozemsku, následovala válka za nezávislost.
- Egyptská revoluce 1952
- Povstání Mau Mau (1952–1960)
- Východoněmecké povstání (1953)
- Kubánská revoluce (1953–1959)
- Maďarské povstání (1956)
- Pařížské studentské nepokoje (1968)
- Studentské nepokoje v Jugoslávii (1968)
- Konflikt v Severním Irsku (1969–1998)
- Černé září v Jordánsku (1970–1971)
- Bangladéšská válka za nezávislost (1971)
- Socialistická revoluce na Madagaskaru (1971 až 1973)
- Íránská islámská revoluce (1979)
- Povstání 8888 (1988)
- Protesty na náměstí Nebeského klidu (1989)
- Pád komunismu v Evropě (1989)
  - Sametová revoluce
  - Zpívající revoluce
  - Rumunská revoluce
- První intifáda (1987–1993)
- Zapatova armáda národního osvobození (1994) v Chiapasu.

## 21. století
- Buldozerová revoluce (2000)
- Druhá intifáda (2000–2005)
- Barevné revoluce
  - Růžová revoluce (2003)
  - Oranžová revoluce (2004)
  - Cedrová revoluce (2005)
  - Tulipánová revoluce (2005)
  - Zelená revoluce (2009)
- Irácký odpor proti americké okupaci (2003–2011)
- Druhé lidové hnutí (2006)
- Barmské protivládní povstání 2006
- Islandská revoluce 2009–2011
- Řecké protesty 2010–2013
- Arabské jaro (2011)
  - Tuniská revoluce
  - Egyptská revoluce 2011
  - Povstání v Libyi 2011
  - Protesty v Jemenu 2011
  - Syrská revoluce
- Vojenský převrat v Myanmaru 2021